# 諾特正規化引理
在交換代數中，諾特正規化引理是一個技術性的定理，以德國數學家埃米·諾特命名。其內容如下：
設 {\displaystyle k} 為域，{\displaystyle A} 是有限生成的 {\displaystyle k}-代數，且 {\displaystyle A} 是整環，則存在 {\displaystyle x_{1},\ldots ,x_{d}\in A}，使得 {\displaystyle x_{1},\ldots ,x_{d}} 在{\displaystyle k} 上彼此代數獨立，且 {\displaystyle A} 是 {\displaystyle k[x_{1},\ldots ,x_{d}]} 的整擴張。
它的一個重要幾何結論之一是：任一射影簇均可表為仿射空間的分歧覆蓋。

## 文獻
- H. Matsumura, Commutative algebra. ISBN 0-8053-7026-9